# Unshatter
Unshatter è un singolo del gruppo musicale statunitense Linkin Park, pubblicato il 25 aprile 2025 come secondo estratto dalla riedizione dell'ottavo album in studio From Zero.

## Descrizione
Si tratta di uno dei primi brani che il gruppo ha composto durante le sessioni di registrazione di From Zero, venendo tuttavia scartato dalla lista tracce finale. Come inoltre spiegato dal sestetto, la prestazione vocale di Emily Armstrong nel bridge è stato «uno dei momenti che ci ha dato un'indicazione di ciò che era possibile fare insieme». Stilisticamente, è stato descritto come un brano con incursioni rap rock di Mike Shinoda e un'alternarsi di voci pulite e distorte di Armstrong.

## Tracce
Testi e musiche di Linkin Park e Jake Torrey.
1. Unshatter – 3:16

## Formazione
Hanno partecipato alle registrazioni, secondo le note di copertina dell'edizione deluxe di From Zero:
Gruppo
- Emily Armstrong – voce
- Colin Brittain – batteria
- Brad Delson – chitarra, pianoforte
- Phoenix – basso
- Joe Hahn – giradischi, campionatore, programmazione
- Mike Shinoda – voce, chitarra, tastiera, campionatore, programmazione

Produzione
- Mike Shinoda – produzione, ingegneria del suono
- Colin Brittain – coproduzione
- Brad Delson – coproduzione
- Ethan Mates – ingegneria del suono
- Neal Avron – missaggio
- Scott Skrzynski – assistenza al missaggio
- Emerson Mancini – mastering

## Classifiche
| Classifica (2025) | Posizione massima |
| ----------------- | ----------------- |
| Austria           | 61                |
| Germania          | 63                |
| Repubblica Ceca   | 96                |
| Svizzera          | 88                |